# Diana Álvarez
Diana Álvarez (Buenos Aires, Argentina; 19 de mayo de 1942-Buenos Aires, 25 de junio de 2018) fue una fotógrafa, locutora y directora de televisión argentina de amplia trayectoria artística.

## Carrera
Nació en Medellín, Colombia. Es comunicadora social y relacionista pública. Además, tiene una especialización en marketing y ventas de la misma universidad y una maestría en nutrición y alimentación de la Universidad de Barcelona. Así mismo, es life & master coach, practitionery master en programación neurolingüística de The Society of NeuroLinguistic Programming, maestra en conciencia plena IRB (indigo ray balancing) y master en psicología energética. También ha asistido a muchos cursos de crecimiento personal, hipnosis, ho’oponopono, angely advanced angel certified practitioner.Su experiencia revela más de 20 años en medios de comunicación, entre ellos Teleantioquia, Caracol Radio, La W Radio, Canal Uno y Caracol Televisión. Es la conductora de El Diario de Diana, que se transmite por el Canal Caracol, Caracol Internacional y el canal de Youtube, un programa de altísimo rating en Colombia y en la audiencia hispana de Estados Unidos, que promueve el crecimiento personal y el desarrollo del ser. Publicó Sácale el jugo a la vida (Taller del Éxito, 2018) y es apasionada por el bienestar emocional, físico, mental y espiritual. IG: Dianaalvarez2013 YouTube: Diario de Diana TV

## Radio
W radio

## Televisión
Ha sido presentadora de 
COMPLICIDADES (Teleantioquia)
DIA A DIA (Caracol TV)
DIARIO DE DIANA (Caracol Internacional y canal de YouTube: Diario de Diana TV)